# Suite de Mian-Chowla
En théorie des nombres, la suite de Mian-Chowla est une suite d'entiers définie de manière récursive par l'algorithme glouton suivant : le terme courant est le plus petit entier tel que les sommes de deux termes quelconques précédant ou égal au terme courant sont toutes distinctes. La suite a été définie par les mathématiciens Abdul Majid Mian et Sarvadaman Chowla.
Les premiers termes de la suite de Mian-Chowla sont : 1, 2, 4, 8, 13, 21, 31, 45, 66, 81, 97, 123, 148, 182, 204, 252, 290, 361,...

## Définition
La suite commence par
{\displaystyle a_{1}=1},
puis pour tout {\displaystyle n>1}, l'entier {\displaystyle a_{n}} est le plus petit entier tel que les sommes
{\displaystyle a_{i}+a_{j}}, pour {\displaystyle i,j\leq n} sont toutes distinctes.
Le terme qui suit {\displaystyle a_{1}=1} est {\displaystyle a_{2}=2}, car les sommes 1+1=2, 1+2=3 et 2+2=4 sont toutes distinctes. Le nombre {\displaystyle a_{3}} ne peut être 3 car sinon il y aurait deux sommes de même valeur 1+3=2+2=4 ; mais {\displaystyle a_{3}} vaut 4, car les sommes deux-à-deux sont toutes distinctes et prennent les valeurs égales à 2, 3, 4, 5, 6 et 8.

## Propriétés
Par sa définition, la suite de Mian-Chowla est une suite de Sidon infinie.
La limite de la somme des inverses des entiers de la suite de Mian-Chowla, est encadrée par :
{\displaystyle 2,158452685\leq \sum _{i=1}^{\infty }{\frac {1}{a_{i}}}\leq 2,15846062},
donc que la somme est proche de 2,1585. Rachel Lewis a observé que la somme des carré des inverses tend vers 1,33853369 et que la somme des cubes des inverses est proche de 1,14319352.

## Variante
Si l'on remplace le terme initial {\displaystyle a_{1}=1} par {\displaystyle a_{1}=0}, toutes les valeurs de la suite sont diminuées d'un unité, c'est-à-dire 0, 1, 3, 7, 12, 20, 30, 44, 65, 80, 96, ...